# Pierre Bezuchov
Pjotr "Pierre" Kirillovitj Bezuchov (ryska: Пётр "Пьер" Кириллович Безухов) är en litterär figur, som är huvudperson i Lev Tolstojs romansvit Krig och fred från 1869.